# Trans Nation Airways
Trans Nation Airways ist eine äthiopische Fluggesellschaft mit Sitz in Addis Abeba und Basis auf dem Flughafen Addis Abeba.

## Unternehmen
Trans Nation Airways wurde 2004 als Tochtergesellschaft der MIDROC Ethiopia Technology Group gegründet. Sie führt sowohl Charterflüge als auch Helikopterflüge und Agrarflüge durch.

## Flotte
Mit Stand Februar 2024 besitzt die Trans Nation Airways keine eigenen Flugzeuge mehr.

### Ehemalige Flugzeugtypen
- De Havilland DHC-8-200